# Einar Ahlman

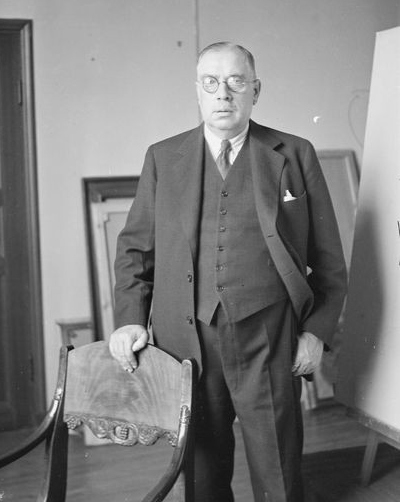
Einar Ahlman.

Gustaf Einar Ahlman, född 6 november 1872 i Pöytis, död 8 mars 1937 i Kuusankoski, var en finländsk industriman. 
Ahlman blev student 1891, filosofie magister 1894 och avlade rättsexamen 1898. Han verkade som advokat i Tammerfors från sekelskiftet till 1913 och 1913–1918 som direktör för Nordiska Aktiebankens Tammerforskontor. Han var 1909–1911 och 1916–1918 ordförande i stadsfullmäktige i Tammerfors. Han utsågs 1918 till verkställande direktör och 1929 även till direktionsordförande för Kymmene Ab, vars verksamhet han utvidgade bland annat genom förvärv av Kissakoski och Högfors bruk. Han tilldelades bergsråds titel 1925.